# Robbie (relat curt)
Robbie és un relat breu de ciència-ficció de l'escriptor nord-americà Isaac Asimov. Va ser la seva primera història de robots i l'escriptura va començar el 10 de juny de 1939. Es va publicar per primera vegada a la revista Super Science Stories el setembre de 1940 com "Strange Playfellow", un títol que va ser escollit per l'editor Frederik Pohl i qualificat de "desagradable" per Asimov. Una versió revisada de Robbie es va imprimir sota el títol original d'Asimov a les col·leccions Jo, robot (1950), The Complete Robot (1982) i Visions de Robot (1990). "Robbie" va ser la catorzena història escrita per Asimov, i la novena que es va publicar. La història també forma part de la sèrie dels Robots d'Asimov, i va ser la primera de les històries de robots positrònics d'Asimov a ser publicada.
La història se centra en la tecnofòbia que envolta els robots i en com es troba fora de lloc. Gairebé totes les històries de ciència-ficció publicades anteriorment amb robots seguien el tema "El robot es gira contra el creador"; Asimov va mantenir constantment la creença que el complex de Frankenstein era injustificada i la majoria de les seves obres van intentar oferir exemples de l'ajut que els robots podrien proporcionar a la humanitat.
El 2016 Robbie va guanyar un Premi Hugo retrospectiu de 1941 a la millor història breu.

## Resum de la trama

### Versió 1940
El 1982, un robot de la sèrie RB mut, sobrenomenat Robbie, és propietat de la família Weston com a mainader de la seva filla Gloria. Tanmateix, la mare de Gloria és un membre de l'alta societat local, les opinions de la qual depenen de les persones del seu voltant. Quan els robots més disponibles al públic són l'última moda, aprofita al prestigi de ser propietària de Robbie, però el sentiment anti-robot ràpidament augmenta a tot el món (combinació de fanatisme religiós i sindicats obrers) i de sobte la Sra. Weston es preocupa per l'efecte que una criada robot tindria en la seva filla, ja que la Gloria està més interessada en jugar amb Robbie que amb els altres nens i pot no aprendre habilitats socials adequades. Dos anys després de comprar Robbie, el senyor Weston cedeix a les pressions de la seva dona i torna Robbie a la fàbrica.
Com que Gloria estava tan lligada al robot, al qual veu com el seu millor amic, deixa de somriure, de riure i de gaudir de la vida. Malgrat els esforços continuats dels seus pares, que li compren un gos per substituir Robbie, es nega a acceptar el canvi i el seu estat d'ànim empitjora progressivament. La seva mare, que racionalitza que serà impossible que Gloria s'oblidi de Robbie envoltada constantment de llocs on ella i Robbie solien jugar, decideix que Gloria necessita un canvi d'ambient per ajudar-la a oblidar-lo. La senyora Weston convenç el seu marit perquè els porti a la ciutat de Nova York. Malauradament, el pla es revela com un error quan Gloria suposa que van a la recerca de Robbie, creient que anaven a contractar detectius privats per a la feina.
Després que els Weston portin la seva filla a totes les atraccions turístiques imaginables, el senyor Weston, gairebé esgotat d'idees, s'acosta a la seva dona amb un pensament: Gloria no pot oblidar Robbie perquè pensa en Robbie com a persona i no com a robot, i si la porten a una gira per una fàbrica de construcció de robots, veurà que no era res més que metall i electricitat. Impressionada, la Sra. Weston accepta fer un recorregut per les instal·lacions corporatives dels U.S. Robots and Mechanical Men. Durant el recorregut, el Sr. Weston sol·licita veure una habitació específica de la fàbrica on es construeixen altres robots. La sala té una sorpresa per a Gloria i la Sra. Weston: un dels muntadors de robots és Robbie. Gloria corre davant d'un vehicle en moviment en el seu afany per arribar al seu amic i és rescatada per Robbie. Mrs. Weston s'enfronta al seu marit: ho havia preparat. Robbie no era un robot industrial i no hi havia motiu perquè fos allí. Weston sabia que, si aconseguia tornar a reunir Robbie i Glòria, no hi hauria cap manera per a la Sra. Weston de separar-los. Quan Robbie salva la vida de Gloria, una part no planificada de la reunió, la senyora Weston finalment accepta que potser no és un monstre sense ànima i cedeix.

### Revisió de 1950
La versió revisada de la història va precedida de contingut addicional que representa la primera aparició de Susan Calvin, i proporciona continuïtat amb la resta de l'antologia Jo, Robot. També inclou una referència posterior a la primera llei de la robòtica i es canvia la data a 1996.
Susan, aleshores universitària, es troba a un museu de Nova York observant una exposició del "primer robot parlant": un gran ordinador que ocupa tota la sala i pot respondre les preguntes que els visitants li formulen verbalment. Tot i que hi ha un present humà per controlar les preguntes, deixa la sala quan no hi ha visites guiades i és quan entra Gloria. Gloria pregunta a la màquina si sap on es troba Robbie, motius que hauria de saber, ja que Robbie és "un robot com tu". L'ordinador no és capaç de comprendre que hi pot haver una altra cosa així, i es descompon. Susan escriu un parell d'observacions i surt, mentre el monitor de preguntes torna enfurismat intentant esbrinar què va passar amb la màquina.

## Història
Asimov va escriure "Robbie" el maig de 1939. Es va inspirar per escriure una història sobre un robot simpàtic mitjançant la història "I, Robot " d'Otto Binder, que havia estat publicada recentment al número de gener de 1939 d'Amazing Stories.
Després que John W. Campbell, d'Astounding Science Fiction, rebutgés la història al juny, Asimov va contractar a Frederik Pohl com a agent literari, però no va trobar una revista per acceptar-la abans de convertir-se en editor d'Astonishing Stories i Super Science Stories l'octubre de 1939. Al març de 1940, Pohl va comprar la història per a aquesta última revista, rebatejant-la com a "Strange Playfellow", títol que Asimov no li agradava. Quan la història va ser reeditada a la primera col·lecció de contes de robots d'Asimov, Jo, Robot (títol que Asimov no havia volgut), va aconseguir restaurar el seu títol original de "Robbie".

## Adaptacions
La història es va emetre com l'episodi un d'una adaptació radiofònica de 15 Minute Drama de I, Robot a la BBC Radio 4 el febrer de 2017.